# Jiangyong
Jiangyong är ett härad som lyder under Yongzhous stad på prefekturnivå i Hunan-provinsen i södra Kina.
Nüshu användes enbart av kvinnor i Jiangyong.